# Bang (mixtape)
Bang è il secondo mixtape del rapper statunitensi Chief Keef, pubblicato l'11 ottobre 2011 dalle etichette discografiche Glo Gang e RBC Records.

## Tracce
1. Fuck Niggaz Intro – 1:50
2. Setz Up – 3:28
3. Itz Crackin – 3:50
4. Know About Me – 3:43
5. Just In Case – 4:31
6. Fredo Checks In – 0:26
7. Bang – 4:15
8. Smash – 3:29
9. 12 Bars (Part 1) – 2:05
10. What I Claim – 3:49
11. Charlie Sheen Freestyle – 2:12
12. I Ain't Rockin' Wit You – 4:21
13. Get It Jumping – 2:54
14. In This Bitch (Remix) – 4:05
15. Glory Boyz – 4:20